# Phare de l'Île aux Prunes
Le phare de l'île aux Prunes (ou Nosy Alagnagna en malgache) est situé sur un îlot inhabité à 10 milles nautiques au nord-nord-est de Toamasina. Avec 60 m de hauteur, il est considéré comme le plus haut phare d'Afrique et du 28e plus haut au monde, à égalité avec le phare d'Eckmühl.
Édifié entre 1931 et 1933, il est bâti en béton armé et a une section octogonale.